# Oldřich Kolář
Oldřich Kolář, född 21 januari 1898 i Bílá Třemešná, död 17 januari 1985, var en tjeckoslovakisk vinteridrottare som var aktiv inom längdskidåkning under 1920-talet. Han medverkade vid Olympiska vinterspelen 1924 i längdskidåkning 50 km, där han kom på nittonde plats.